# Lillebror på tjuvjakt
Lillebror på tjuvjakt är en svensk komedifilm från 2003 i regi av Clas Lindberg.

## Handling
11-årige Lillebror och hans bäste vän Jens är två "blomkvistare" med livlig fantasi och stor uppfinningsrikedom, ständigt ute efter nya bovar att avslöja.
När Lillebrors pappa får jobbet som säkerhetschef på stadens leksaksmuseum
- och hans storasyrra kommer hem med en ny kille som mest verkar intresserad av pappa Rolands nya jobb - väcks Lillebrors misstankar direkt.
Och kanske är han inte så fel ute denna gång.
En kupp mot en utställning av värdefulla föremål på museet planeras.
Men vem tror på några killar som ständigt har nya historier att berätta?
Lillebror och Jens får helt enkelt ta saken i egna händer och göra sitt bästa för att sätta käppar i hjulet för bovarna...

## Rollista
- Daniel Bragderyd - Lillebror Ström
- David Schlein-Andersen - Jens
- Kjell Bergqvist - Roland Ström, Lillebrors pappa
- Helena Korsvall - Alex, Lillebrors storasyster
- Inga Ålenius - Märta, Lillebrors mormor
- Karin Bjurström - Veronika, Jens mamma
- Rikard Svensson - Slim, tjuv
- Ivan Mathias Petersson - Frank, tjuv
- Conny Andersson - Peter, tjuv
- Willy Karlsson - Gubben Granit
- Svante Grundberg - Vakt på museet
- Gösta Hurtig-Möller - Vakt på museet
- Putte Elgh - Vakt på museet
- Lennart Gustavsson - Olof, chef på museet
- Helen Vedle - Kassörska på museet